# Айыр (село)
Айыр (каз. Айыр) — село в Каркаралинском районе Карагандинской области Казахстана. Входит в состав Шарыктинского сельского округа. Код КАТО — 354887180.

## Население
По данным 1999 года, в селе не было постоянного населения. По данным переписи 2009 года, в селе проживали 94 человека (47 мужчин и 47 женщин).